# Pseudarctos
Pseudarctos — вимерлий рід хижих ссавців з родини амфіціонових. Населяли Євразію в середньому міоцені 16.9–11.1 Ma; скам'янілості знайдені в Китаї, Франції, Словаччині, Швейцарії.